# Anallacta knysnana
Anallacta knysnana är en kackerlacksart som beskrevs av Karlis Princis 1963. Anallacta knysnana ingår i släktet Anallacta och familjen småkackerlackor. Inga underarter finns listade i Catalogue of Life.